# Decrepit Birth
Decrepit Birth es una banda de death metal técnico proveniente de Santa Cruz, California, la cual mantiene un contrato con la disquera Nuclear Blast. La banda ha lanzado 2 álbumes de estudio; ...And Time Begins y Diminishing Between Worlds a través de Unique Leader Records. En el 2010 lanzaron su tercer álbum y el primero con Nuclear Blast Records, titulado Polarity.

## Historia
Decrepit Birth nace bajo el concepto de Matt Sotelo, Derek Boyer y Bil Robinson, de crear una banda de Brutal y Technical Death Metal mezclado con influencias del Death Metal de los 90 originado en Florida.

### ...And Time Begins
En otoño de 2002, con la ayuda de Tim Yeung en la batería, entraron en los "Legión Studios" para comenzar la grabación. Casi un año después "... And Time Begins" fue lanzado en el sello Unique Leader, con la portada, creada por Dan Seagrave. El disco tuvo problemas de producción, pero se las arregló para forjar una base de fanáticos muy sólida en la escena del death metal. La banda pasó por un período seco de presentarse, si no se presentaba debido a la falta de un baterista. El bajista Derek Boyer tuvo la oportunidad de su vida y le ofrecieron un puesto de tiempo completo como el bajista de Suffocation. Dejando a Decrepit Birth sin un baterista ni un bajista.
Durante el año 2004, el bajista Risha Eryavec entró en escena y no mucho después de él, el baterista KC Howard de "Odious Mortem" se unió oficialmente a la banda también. Para los próximos dos años la nueva formación tocó en muchos festivales y tuvo una gira por Norteamérica. En 2007 la banda tomó un descanso y comenzó a escribir de tiempo completo para el nuevo álbum. Que pasó por algunos cambios en su formación y también se ocupó de asuntos personales relacionados con un antiguo miembro. Este complicó a la banda, y trajo consigo una renovación espiritual. El resultado fue un cambio en la dirección y el sonido. La nueva música se estaba convirtiendo en la influencia de composiciones melódicas y progresivas. El sonido era más maduro y atractivo, mientras que todavía mantenía la brutalidad por la que se les caracterizó al inicio.

### Diminishing Between Worlds
En la primavera de 2007 entró a los "Castle Ultimate Studios"  con el ingeniero Zack Ohren para comenzar a grabar el segundo álbum. En enero de 2008, el esperado álbum "Diminishing Between Worlds" fue lanzado de nuevo a través de Unique Leader Records. Durante ese mismo mes de enero, Decrepit Birth emprendió su gira más grande, hasta el momento, Abriendo para bandas como "The Black Dahlia Murder" "Three Inches of Blood" y "Hate Eternal". Con la adición de un segundo guitarrista, Dan Eggers y el bajista, Joel Horner (ambos de Odious Mortem) la nueva línea tocó noche tras noche en espectáculos, se agotaron a lo largo de los Estados Unidos. Ahora con un nuevo álbum recién publicado, Decrepit Birth fue capaz de captar la atención de Nuclear Blast Records, que era un sello con que la banda tuvo muchas ganas de trabajar por años. Después de las negociaciones, felizmente firmó con Nuclear Blast en la primavera de 2008. La banda estuvo de gira en apoyo del nuevo álbum y estaba escribiendo nuevas canciones, que sólo puede ser descrito por ellos mismos como una "versión evolucionada de lo que hicimos en "Diminishing Between Worlds"
La alineación para este álbum fue, Matt en las guitarras, el bajo y los teclados, Bill en las voces, y KC en la batería

### Polarity
El 27 de julio de 2010, la banda lanzó su más reciente producción "Polarity", a través de "Nuclear Blast Records".
La alineación para este álbum fue, Matt y Dan en las guitarras, Joel en el bajo, Bill en las voces, y KC en la batería, Dan y KC dejaron la banda antes del lanzamiento del álbum por lo que no aparecen en el video grabado para promocionar el álbum "Resonance" luego de algunos conciertos Joel dejó la banda para dedicarse de lleno al igual que KC y Dan, a su antigua banda, "Odious Mortem"

## Integrantes

### Actuales
- Bill Robinson - voz
- Matt Sotelo - guitarra, voz (SoulSide, Deprecated)
- A.J Lewandovski  - bajo (Decrescent, Festerfuck, Emblazoned)
- Sam "Samus" Paulicelli - Batería (2010-) (ex Mutiny Within, ex Abigail Williams)
- Chase Fraser - Guitarra (2010-) (Animosity)

### Pasados
- KC Howard - batería (Odious Mortem, Element) (2004-2010)
- Dan Eggers - guitarra (Odious Mortem) (2008-2010)
- Joel Horner - Bajo (Odious Mortem) (2008-20011)
- Mike Turner - guitarra (2001-2006) (Arestado bajo cargos de abuso de menores y agresión sexual)
- Tim Yeung - batería (de sesión para "...And Time Begins") (Ex-Hate Eternal, Divine Heresy, World Under Blood, Morbid Angel)
- Kevin Talley - batería (DÅÅTH, ex-Chimaira, ex-Misery Index, ex-Dying Fetus)
- Risha Eryavec - bajo (ex-Divine Heresy)

### Músicos en vivo
- Erlend Caspersen - bajista en vivo (Vile, Blood Red Throne, Spawn of Possession)
- Lee Smith -  Batería (2010-2011)

## Discografía
- ...And Time Begins (2003)
- Diminishing Between Worlds (2008)
- Polarity (2010)[1]
- Axis Mundi (2017)